# Karim Bertelli
Marc Karim Bertelli (Martigny, 27 de marzo de 1999) es un futbolista suizo. Su posición es mediocampista y actualmente se encuentra sin equipo.

## Selección nacional

### Categorías inferiores
Ha sido internacional en las categorías Sub-17, Sub-18 y Sub-19 de Suiza.

## Estadísticas
| F. C. Sion · Suiza                                     |               |               |    |   |   |   |   |    |    |   |
| 1.ª                                                    | 2017-18       | 0             | 0  | 1 | 0 | - | - | 1  | 0  |   |
| Total club                                             | Total club    | 0             | 0  | 1 | 0 | - | - | 1  | 0  |   |
| F. C. Sion U21 · Suiza                                 |               |               |    |   |   |   |   |    |    |   |
| 3.ª                                                    | 2015-16       | 11            | 0  | - | - | - | - | 11 | 0  |   |
| 3.ª                                                    | 2016-17       | 27            | 3  | - | - | - | - | 27 | 3  |   |
| 3.ª                                                    | 2017-18       | 18            | 0  | - | - | - | - | 18 | 0  |   |
| 3.ª                                                    | 2018-19       | 13            | 2  | - | - | - | - | 13 | 2  |   |
| Total club                                             | Total club    | 69            | 5  | - | - | - | - | 69 | 5  |   |
| Total carrera                                          | Total carrera | Total carrera | 69 | 5 | 1 | 0 | 0 | 0  | 70 | 5 |
| (1)Incluye datos de la Copa Suiza. (2)Incluye datos de |               |               |    |   |   |   |   |    |    |   |